# Nantucket
O Condado de Nantucket ou Nantucket é ao mesmo tempo uma vila e um dos 14 condados do estado norte-americano de Massachusetts, coincidente com a ilha homónima.
O condado e a ilha tem uma área de 786 km² (dos quais 663 km² estão cobertos por água), uma população de 9 520 habitantes, e uma densidade populacional de 76,9 hab/km² (segundo o censo nacional de 2000). A área da ilha de Nanucket propriamente dita é de 123,8 km².
O condado foi fundado em 1691. Sua colonização se iniciou no ano de 1669 por ingleses criadores de ovelhas. Com a excessiva atividade agrícola ocorreram problemas relacionados à fertilidade de seu solo, forçando estes a se dedicarem a caça a baleias, principalmente após 1712, com a caçada às baleias cachalotes. Esta espécie proporcionava mais lucros devido a sua maior quantidade de gordura, que fornecia óleo que serviria como combustível, o qual é citado na obra de Herman Melville, Moby Dick.